# 津上忠
津上忠（つがみ ただし、1924年2月27日 - 2014年9月28日）は日本の劇作家、演出家である。
東京生まれ。鎌倉アカデミア演劇科・舞台芸術学院卒。演劇協会監事。日本民主主義文学会副会長、幹事。町田ペンの会会長。劇作家協会会員。前進座座友。前進座に所属し、多くの創作、脚色、演出を手がける。幸田露伴原作の『五重塔』、森鷗外の『阿部一族』など、前進座の長く定番とされる演目をつくりあげた。松本清張とも親交があり、清張原作のテレビドラマの脚色もつとめた。東宝、松竹ほか劇団制作の上演作品多数。テレビ、ラジオドラマ作品も手がける。
創作には、『乞食（かんじん）の歌』『早春の賦』などがある。
2014年9月28日死去。90歳没。11月13日に前進座主催のお別れの会が如水会館で開かれた。

## 著書
- 『津上忠歴史劇集』未来社 1970
- 『早春の賦 小林多喜二 プロローグとエピローグのある九場』未来社　てすぴす叢書　1973
- 『演劇と文学の間 劇作修業と体験的劇作論』光和堂 1982
- 『歴史小説と歴史劇』新日本新書　1982
- 『現代劇選集』青磁社 1984
- 『歴史紀行』新日本出版社 1985
- 『炎城秘録 津上忠戯曲選』影書房 1990
- 『幕の内外で 芝居噺』新日本出版社 1992
- 『のべつ幕なし』新日本出版社 1996
- 『不戦病状録抄 津上忠作品選集 続・のべつ幕なし』本の泉社 2008
- 『作家談義 評論・エッセイ集』影書房 2010
- 『評伝演出家土方与志』新日本出版社 2014

### 共編
- 『演劇論講座』全6巻・補巻 菅井幸雄,香川良成共編 汐文社 1976-78